# Davide Tizzano
Davide Tizzano (Napels, 21 mei 1968) is een Italiaans roeier.
Tizzano won tweemaal olympisch goud: in 1988 in de dubbel-vier en in 1996 in de dubbel-twee.

## Resultaten
- Olympische Zomerspelen 1988 in Seoel  in de dubbel-vier
- Wereldkampioenschappen roeien 1989 in Bled  in de dubbel-vier
- Olympische Zomerspelen 1996 in Atlanta  in de dubbel-twee

1904: John Mulcahy & William Varley ·
1920: Paul Costello & John B. Kelly, Sr. ·
1924: Paul Costello & John B. Kelly, Sr. ·
1928: Paul Costello & Charles McIlvaine ·
1932: Kenneth Myers & Garrett Gilmore ·
1936: Jack Beresford & Leslie Southwood ·
1948: Richard Burnell & Bert Bushnell ·
1952: Tranquilo Cappozzo & Eduardo Guerrero ·
1956: Aleksandr Berkoetov & Joeri Tjoekalov ·
1960: Václav Kozák & Pavel Schmidt ·
1964: Oleg Tjoerin & Boris Doebrovsky ·
1968: Anatoli Sass & Aleksandr Timosjinin ·
1972: Aleksandr Timosjinin & Gennadi Korsjikov ·
1976: Frank Hansen & Alf Hansen ·
1980: Joachim Dreifke & Klaus Kröppelien ·
1984: Bradley Lewis & Paul Enquist ·
1988: Nico Rienks & Ronald Florijn ·
1992: Stephen Hawkins & Peter Antonie ·
1996: Agostino Abbagnale & Davide Tizzano ·
2000: Luka Špik & Iztok Čop ·
2004: Sébastien Vieilledent & Adrien Hardy ·
2008: David Crawshay & Scott Brennan ·
2012: Nathan Cohen & Joseph Sullivan  ·
2016: Martin Sinković & Valent Sinković ·
2020: Hugo Boucheron & Matthieu Androdias  ·
2024: Andrei Cornea & Marian Enache
1976: Wolfgang Güldenpfennig & Rüdiger Reiche & Karl-Heinz Bußert & Michael Wolfgramm ·
1980: Frank Dundr & Carsten Bunk & Uwe Heppner & Martin Winter ·
1984: Albert Hedderich & Raimund Hörmann & Dieter Wiedenmann & Michael Dürsch ·
1988: Agostino Abbagnale & Davide Tizzano & Gianluca Farina & Piero Poli ·
1992: André Willms & Hajek & Steinbach & Stephan Volkert] ·
1996: André Steiner & Stephan Volkert & Andreas Hajek & André Willms ·
2000: Agostino Abbagnale & Alessio Sartori & Rossano Galtarossa & Simone Raineri ·
2004: Nikolai Spinev & Igor Kravtsov & Aleksei Svirin & Sergej Fedorovstev ·
2008: Michał Jeliński & Marek Kolbowicz & Adam Korol & Konrad Wasielewski ·
2012: Karl Schulze & Philipp Wende & Lauritz Schoof & Tim Grohmann ·
2016: Karl Schulze & Philipp Wende & Lauritz Schoof & Hans Gruhne ·
2020: Dirk Uittenbogaard & Abe Wiersma & Tone Wieten & Koen Metsemakers ·
2024: Koen Metsemakers & Tone Wieten & Finn Florijn & Lennart van Lierop